# Градовские
Градовские (пол. Gradowski) — дворянские роды польского и литовско-русского происхождения.
Первый из них, герба Правдзиц, происходит от Петра Градовского, владевшего поместьями в 1670 году. Его сын Карл участвовал в избрании Августа II Сильного на польский престол (1697). Из этого рода происходит писатель Григорий Константинович Градовский. Этот род внесен в VI часть родословной книги Херсонской губернии, а герб рода внесен в XII часть Общего Гербовника.
Два другие рода, гербов Любич и Лис, восходят к XVIII веку. Родоначальник одного из них — скорбник Ивана (1710); род записан в I часть родословной книги Виленской губернии. Также шляхетские рода Градовских гербов Грабе, Одровонж, Пулкозиц, ПрусII.
Четвёртый род берёт своё начало в XIX веке; он записан Герольдией во II часть родословной книги Воронежской губернии Российской империи. Яркий представитель этого рода — профессор Александр Дмитриевич Градовский.

## Описание герба
В золотом щите червленая крепостная стена с золотыми швами. Из стены восстает чёрный лев вправо с червлеными глазами и языком. В верхних углах щита два лазоревых кольца.
Щит увенчан дворянским коронованным шлемом. Нашлемник: встающий чёрный лев с червлеными глазами и языком. Намет: справа червленый с золотом, слева чёрный с золотом.
Герб Градовских внесен в Часть 12 Общего гербовника дворянских родов Всероссийской империи, стр. 135.